# Gunung Manglayang
Gunung Manglayang är ett berg i Indonesien.   Det ligger i provinsen Jawa Barat, i den västra delen av landet, 120 km sydost om huvudstaden Jakarta. Toppen på Gunung Manglayang är 1 818 meter över havet, eller 322 meter över den omgivande terrängen. Bredden vid basen är 3,1 km.
Terrängen runt Gunung Manglayang är huvudsakligen lite bergig.Runt Gunung Manglayang är det mycket tätbefolkat, med 4 503 invånare per kvadratkilometer. Närmaste större samhälle är Bandung, 14,1 km väster om Gunung Manglayang. Runt Gunung Manglayang är det i huvudsak tätbebyggt.